# 木造ビル
木造ビル（もくぞうビル）は、木材を使ったビルディング。特にCLT（直交集成板）を構造材とすることで、高層ビルの建設が可能となった。

## 概要
2000年代後半に入り欧州など世界各国で、実現または計画・検討されている。CLTと呼ばれる厚板パネルを使った新しいビル工法で、ニューウッド・テクノロジー（New Wood Technology）と称される新しい木造技術の開発・進歩が背景にある。高層ビルの建設に使われてきたコンクリートや鉄骨、鉄筋に代替・併用して、マス・ティンバー（Mass Timber）と称される木材で高層建築を実現する動きが加速した。2009年にイギリスで9階建ての集合住宅が建設され、2013年にはイタリアで9階建ての公営住宅が、オーストラリアで10階建ての集合住宅が着工。さらに2017年完成を目指し、カナダで18階建ての宿舎が建設中である（壁には鉄筋コンクリート使用）。また、アメリカ合衆国では高層ビルのコンペティションが実施され、ニューヨークには10階建ての、ポートランドで12階建ての高層ビル建設が検討されている。イギリスでは2016年、80階建ての高層ビル建設構想がロンドン市長に提出された。こうした動きは、海外では木材の革命（Innovations in Wood）と呼ばれている。
CLTはヨーロッパ、北米では十分な供給が可能であり、CLTパネルは工場で製造されるため現場での施工時間の大幅な短縮が望め、工期の短縮が期待できる。普及によれば将来的にはコストカットが可能である。また、高層ビルでこれまで難しかった木の風合いを施せるようになり、メリットは大きい。
こうした動きの背景には、環境問題がある。樹木は、伐採→植林→伐採→植林→…というサイクルを繰り返して、木材の供給源となる。樹木は生育過程で地球温暖化の原因となる二酸化炭素を吸収し、建築用材として利用される限りは二酸化炭素を放出することはない（解体後に焼却されても、発生した二酸化炭素は別の樹木が吸収する）。このサイクルを実現するためには、計画的な植林と伐採を行えば「無計画な樹林の伐採」は防止でき、森林保護も実現できる。

## 日本
ヨーロッパなど海外に比べ普及は遅れている。日本は各地で起きた大火や、太平洋戦争の日本本土空襲などで木造建築が燃え、大被害を出した。この反省から、1950年の建築基準法で大型建築物の木造が禁止され、2000年の法改正まで空白が続いたことによる。
2010年には、耐火性能が向上したとして、公共建築物の木造化の推進を目的とした「公共建築物等における木材利用の促進に関する法律」が成立。2014年には、林野庁および国土交通省による「CLTの普及に向けたロードマップ」が策定され、普及への動きが加速している。2015年8月には「CLTで地方創生を実現する首長連合」が、翌2016年5月には衆参両院議員による「CLTで地方創生を実現する議員連盟」が設立された。木造ビルの建設は、国土の68％を森林が占める森林国である日本の林業再生の切り札として期待される。
従来日本ではCLTに関する建築基準が皆無であったため、建設には個別の国土交通省の認定が必要であった。2016年4月には国土交通省により「CLTパネル工法」の告示が実施され、この告示に基づいた構造計算を行うことで大臣認定が不必要となり、CLTを使った建築が可能となった。日本には法令上木造ビルの階数制限は存在せず、高層ビルに木造を採用することも可能である。日本政府は、2015年度概算要求ではCLTの開発普及に11億円を計上した。

### 課題
日本は地震大国であるため、木造ビルには海外よりも厳しい耐震・防火性能が求められる。また、現状ではビル用木材の需要・生産量が少なく、コスト面ではコンクリートが有利である。また、CLT工法は、法隆寺や東大寺大仏殿など釘1本使わない伝統的日本建築の工法とは本質的に異なるものであり、京都大学教授の五十田博によれば「木造」の言葉から想起する「材料の特性や合理性をとことん考えた美しさ」とは趣を異にするものである。

### 施工例

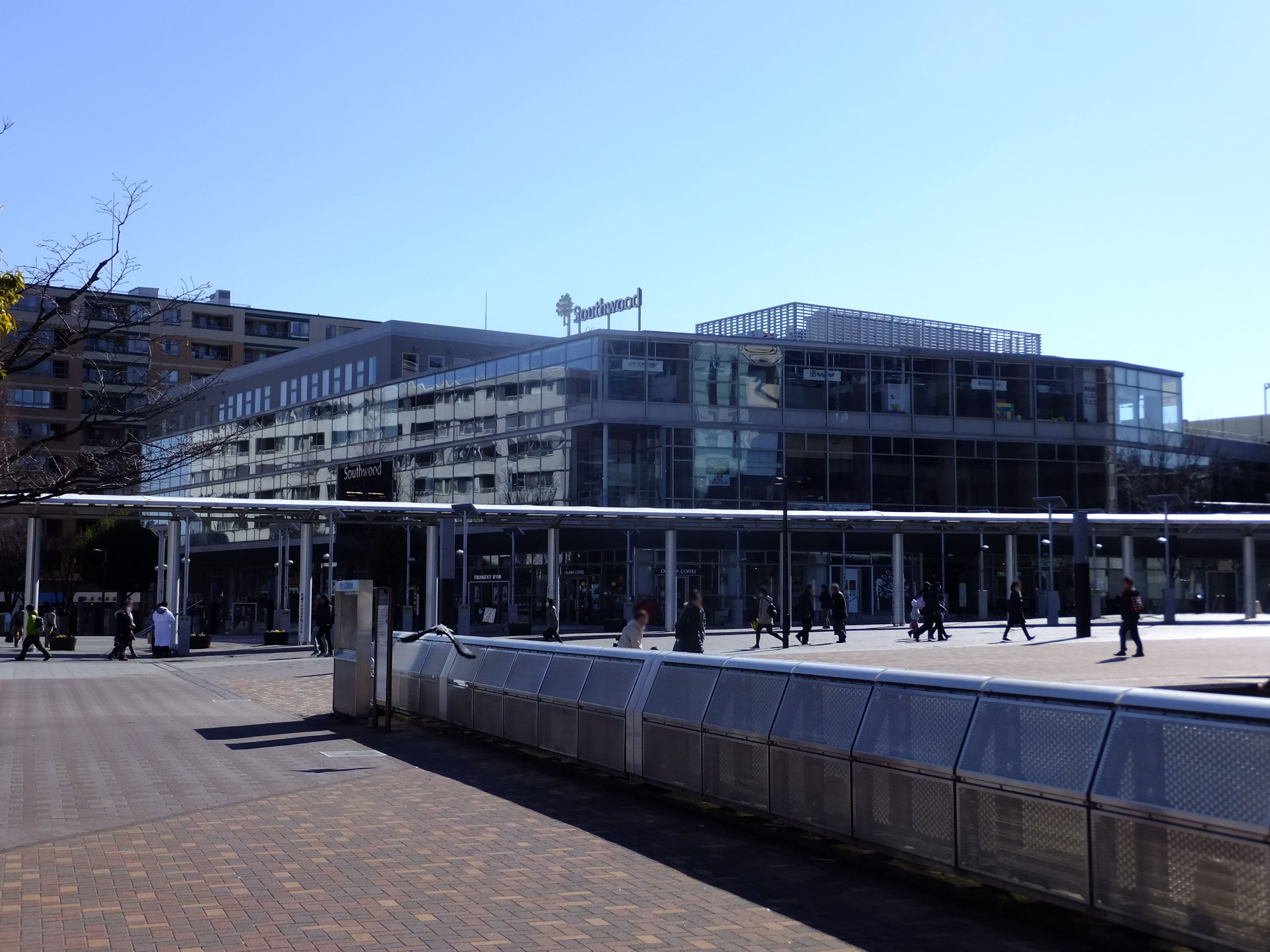
日本国内初の耐火木造商業施設「サウスウッド」（横浜市都筑区）

日本で初めてのCLTを使ったビルは、2014年3月竣工の高知県内の製材会社の3階建て社員寮である。そのほか2011年に竹中工務店が、カラマツを使った燃エンウッドの商品名で、最も厳しい市街地の防火地域での基準を満たした木造部材を開発、横浜市のサウスウッドと大阪市の3階建てオフィスビル大阪木材仲買会館（共に2013年開業）に採用された。また2012年には鹿島らが、国産スギに難燃薬剤を注入したFRウッドを開発し、1時間耐火の国土交通大臣認定を取得、神田神社文化交流館（2018年開業）などに採用されている。

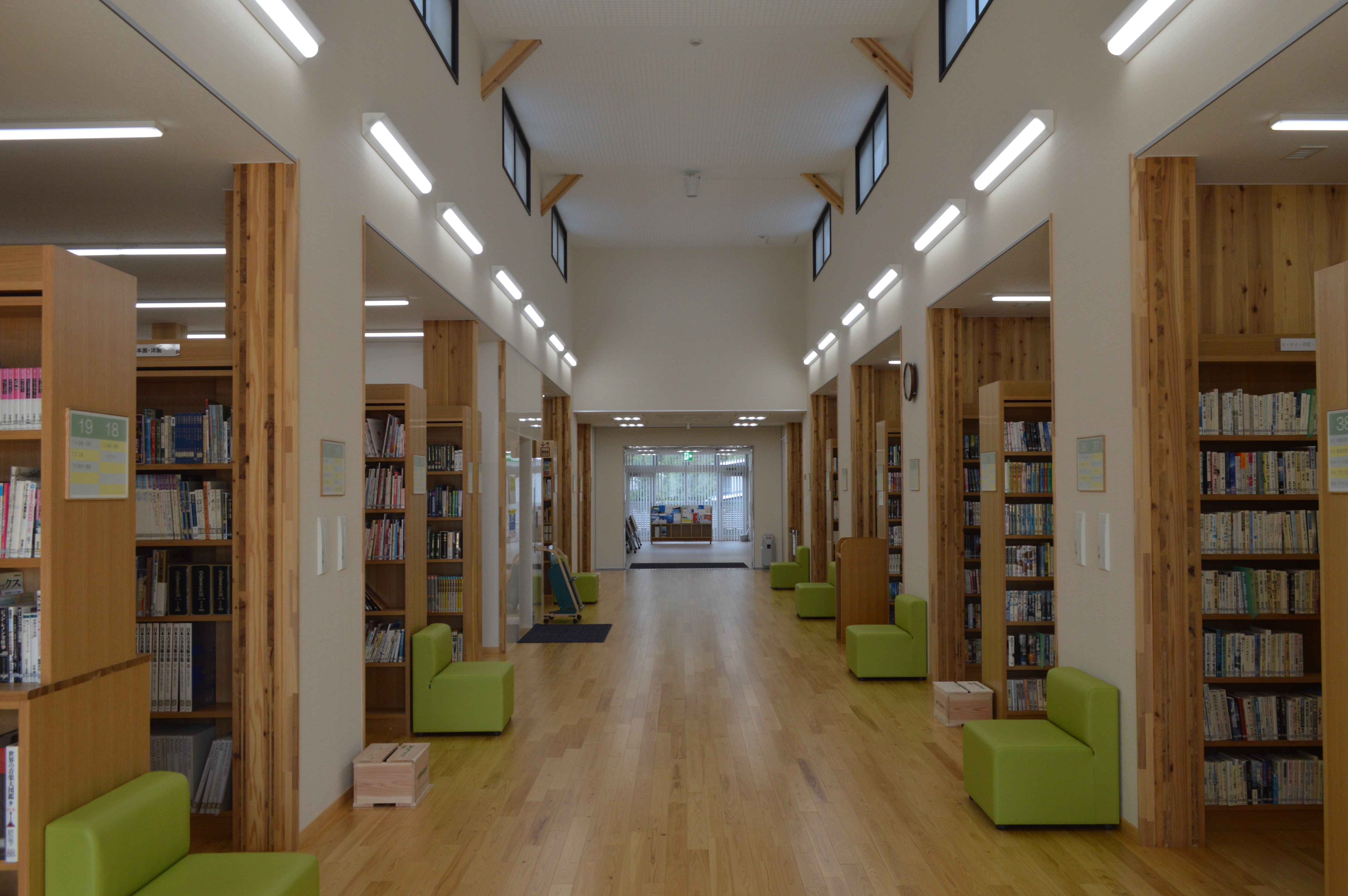
岐阜県初のCLT工法による建築物である揖斐川町立いびがわ図書館（揖斐郡揖斐川町、2020年完成）

2021年には仙台駅前において、複数の石膏ボードで被覆したムク材である COOL WOOD のみを主要構造材とする日本初の高層建築（7階建）高惣木工ビルが完成し、東京都銀座で12階建ての木造ビルが建設されているなど、国内の木造中高層ビルは増加しつつある。
計画段階のものとしては、住友林業（2018年発表）による、木材比率9割の木鋼ハイブリッド構造を用いた高さ350メートルの超高層木造ビルの計画があり、2041年の実現を目標としている。。